# 酢酸ネリル
酢酸ネリル（さくさんネリル、英: Neryl acetate）は、化学式C12H20O2で表される酢酸エステルの一種である。

## 性質
ラズベリー、ローズ様のフルーティ・フローラル香を持つ無色の液体である。酢酸ゲラニルとは幾何異性体の関係にある。日本の消防法では危険物第4類第三石油類（非水溶性）に区分される。

## 用途
天然にはナツメグ、タイム、ホップ、シトラス、グレープなどに広く存在する。ローズ、ネロリ、ジャスミン、フローラルブーケ調の調合香料、またシトラス、ネロリ、ベリー類などのフルーツ系やハネー系の食品フレーバーに1.3～15ppmほど用いられる。製品は一般的に酢酸ゲラニルとの混合体として販売される。